# Santo D'Amico
Pour les articles homonymes, voir D'Amico.
Santo D'Amico (né le 11 décembre 1927 à Syracuse, en Sicile - mort le 25 octobre 1995 à Rome) était un auteur italien de bande dessinée.

## Biographie
Après le lycée artistique, Santo D'Amico suit les cours de la faculté d'architecture. 
À la même époque, il propose ses premiers travaux. Il commence à travailler pour Il Giornalino (it) avec Sigfrid, Capitani Coragiosi (Capitaine Courageux) ou Guglielmo Tell (Guillaume Tell). Il publie aussi pour les éditions Paoline et Il Vittorioso pour qui il réalisera Na'Gambia, Squadriglia acrobatica ou Speron d'Oro. 
Mais l'auteur est plus connu pour son travail pour le marché français, en particulier dans les petits formats :
- 1959 à 1960 : Perceval
- 1964 à 1969 : il crée avec Roberto Diso le personnage de Dan Panther.
- 1965 à 1966 : il crée avec Roberto Diso Atoman contro Killer.
- 1965 à 1987 : Santo D'Amico, toujours secondé par Diso, reprendra Lancelot dans la revue éponyme. Pour « Il Vittorioso », ils réaliseront ensemble Jolly.

Ensuite, il illustrera 40 épisodes du Phantom avant de revenir travailler pour Il Giornalino en Italie.
Santo D'Amico meurt le 25 octobre 1995 à Rome à l'âge de 67 ans.